# Beaurepaire-sur-Sambre
Beaurepaire-sur-Sambre é uma comuna francesa na região administrativa de Altos da França, no departamento do Norte. Estende-se por uma área de 7.86 km². Em 2010 a comuna tinha 265 habitantes (densidade: 33,7 hab./km²).